# ستيف بورلين
ستيفن تايلور بورلين ( 7 مارس 1965 في هوليود) هو لاعب كرة قدم أمريكي وحاليا مستشار رياضي لشبكة سي بي إس سبورتس .